# 小行星8127
小行星8127（8127 Beuf）是一颗绕太阳运转的小行星，为主小行星带小行星。该小行星于1967年4月19日发现。

## 轨道参数
小行星8127的轨道半长轴为381 432 128 km，2.5496800 UA，离心率为0.047。